# Trichogloea
Trichogloea, rod crvenih algi iz porodice Liagoraceae opisan tek 2005. godine. Taksonomski je priznat kao zaseban rod. Postoji nekoliko vrsta, sve su morske. Tipična je T. requienii

## Vrste
1. Trichogloea herveyi W.R.Taylor
2. Trichogloea lubrica J.Agardh
3. Trichogloea requienii (Montagne) Kützing

## Vanjske poveznice
|  | Zajednički poslužitelj ima još gradiva o temi Trichogloea |
|  | Wikivrste imaju podatke o taksonu Trichogloea             |